# Alfonso Capecelatro

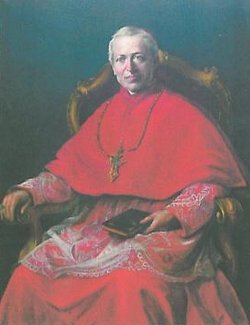
Alfonso Capecelatro di Castelpagano.

Alfonso Capecelatro di Castelpagano, född den 5 februari 1824 i Marseille, död den 14 november 1905 i Rom, var en italiensk kardinal.
Capecelatro, som tillhörde oratorianernas orden, blev 1878 vicebibliotekarie vid den heliga stolen, 1880 ärkebiskop av Capua, 1885 kardinal samt 1893 den romerska kyrkans bibliotekarie och protektor för vatikanska biblioteket. Capecelatro nämndes även bland kandidaterna till påvevärdigheten efter Leo XIII:s död 1903. Bland hans många skrifter märks Storia di santa Caterina e del papato del suo tempo (1856, 5:e upplagan 1886, tysk översättning 1874), Newman e la religione cattolica in Inghilterra (2 band, 1859), Storia di san Pier Damiano e del suo tempo (1862, 3:e upplagan 1863), Vita di san Filippo Neri (1879, 2:a upplagan 1884, tysk översättning 1886) och La dottrina cattolica (3:e upplagan, 2 band, 1888). Capecelatros samlade arbeten utgavs i 22 band 1886–1902.